# بريان هيد (يوتا)
بريان هيد (بالإنجليزية: Brian Head, Utah)‏ هي بلدة تقع في مقاطعة أيرون، يوتا بولاية يوتا في الولايات المتحدة. تبلغ مساحتها 8 (كم²)، وترتفع عن سطح البحر 2987 م، بلغ عدد سكانها 84 نسمة في عام 2012 حسب إحصاء مكتب تعداد الولايات المتحدة وتصل الكثافة السكانية فيها 113.6 نسمة/كم2.

## التركيبة السكانية
حدّد مكتب تعداد الولايات المتحدة بيانات التركيبة السكانية لبريان هيد في تعداد الولايات المتحدة. في ما يلي، التركيبة السكانية حسب تعدادي 2000 و2010.

### تعداد عام 2000
بلغ عدد سكان بريان هيد 118 نسمة بحسب تعداد عام 2000، وبلغ عدد الأسر 55 أسرة وعدد العائلات 33 عائلة مقيمة في البلدة. في حين سجلت الكثافة السكانية 12.5 نسمة لكل كيلومتر مربع (32.4/ميل2). وبلغ عدد الوحدات السكنية 912 وحدة بمتوسط كثافة قدره 96.6 لكل كيلومتر مربع (250.2/ميل2).
وتوزع التركيب العرقي للبلدة بنسبة 99.15% من البيض و0.85% من الأمريكيين الأفارقة و0.85% من الهسبانيون أو اللاتينيون من أي عرق.
بلغ عدد الأسر 55 أسرة كانت نسبة 20% منها لديها أطفال تحت سن الثامنة عشر تعيش معهم، وبلغت نسبة الأزواج القاطنين مع بعضهم البعض 49.1% من أصل المجموع الكلي للأسر، ونسبة 1.8% من الأسر كان لديها معيلات من الإناث دون وجود شريك، بينما كانت نسبة 9.1% من الأسر لديها معيلون من الذكور دون وجود شريكة وكانت نسبة 40% من غير العائلات. تألفت نسبة 38.2% من أصل جميع الأسر من عدة أفراد يعيشون في نفس المنزل. وبلغ متوسط حجم الأسرة المعيشية 2.15، أما متوسط حجم العائلات فبلغ 2.85.
بلغ العمر الوسطي للسكان 43.0 عاماً. وكانت نسبة 22% من القاطنين تحت سن الثامنة عشر، وكانت نسبة 4.2% بين الثامنة عشر والرابعة والعشرين عاماً، ونسبة 27.1% كانت واقعةً في الفئة العمرية ما بين الخامسة والعشرين والرابعة والأربعين عاماً، ونسبة 34.7% كانت ما بين الخامسة والأربعين والرابعة والستين، ونسبة 11.9% كانت ضمن فئة الخامسة والستين عاماً فما فوق. يوجد لكل 100 أنثى 131.4 ذكر، ويوجد لكل 100 أنثى في الثامنة عشر من عمرها فما فوق 130.0 ذكر.
بلغ متوسط دخل الأسرة في البلدة 44,063 دولارًا، أما متوسط دخل العائلة فبلغ 44,375 دولارًا. وكان متوسط دخل الذكور 43,750 دولارًا مقابل 28,750 دولارًا للإناث. وسجل دخل الفرد الخاص بالبلدة 32,647 دولارًا. وكانت نسبة 8.8% من العائلات ونسبة 5.4% من السكان تحت خط الفقر، وكان من هؤلاء نسبة 0% تحت سن الثامنة عشر ونسبة 0% في الخامسة والستين من العمر وما فوق.

## وصلات خارجية
- The US50 - Cities and Towns in Utah State
- Utah Cities and Towns, Facts, Map, Flag, Colleges, Government, and More